# 藍翅細頸金花蟲
藍翅細頸金花蟲（学名：Lema (Petauristes）为金花蟲科細頸金花蟲屬下的一个种。